# Кућа Николе Предића
Кућа Николе Предића се налази у Београду, у улици Вука Караџића 14. Кућа је једна од првих које су подигнуте после распродаје турских имања по њиховом одласку из Београда и као таква сведочи о зачецима формирања градског језгра, има статус споменика културе.
Кућа трговца Николе Предића је подигнута 1871. године, на новој регулацији установљеној планом регулације вароши у шанцу, као породична спратна кућа са дућанима и магацинима у приземљу. Пројектована је у свему према захтевима академске архитектуре, са рустичним обрађеним приземљемом, које је одвојено од спрата јаким подеоним венцем. Фасаде су решене симетрично, оживљене прозорима и пиластрима, а угаони положај наглашен је јако истуреним еркером.
Данашњи изглед зграде потиче из 1906. године, из времена када је кућу купио ћир Мијаило Павловић и наменио је ренти. Том приликом су фасаде добиле сведену сецесијску декоративну пластику.